# Új dobos
Új Dobos je časopis Mađara iz Bosne i Hercegovine.
Zajednički su mu izdavači Udruženje Mađara HUM iz Sarajeva i Magyar Szó iz Banje Luke.
16. ožujka 2007. ga se predstavilo u okviru programa kojim je obilježen Dan građanske revolucije 15. ožujka 1848.
Dobos je nekadašnji list Mađarskog udruženja građana Hum iz Sarajeva (Magyar polgarok egyesületének lapja Hum – Sarajevo) Prvi broj, nastao na inicijativu Katalin Horvat i Edina Volka Dervišefendića, izašao je u siječnju 2005. Njegov prvi i jedini urednik je bio Edin Volk Dervišefendić, a najraniju redakciju su činili pokojni Mihalj Nemet, Katalin Horvat, Eva Juhas-Pašić, Irma Muratović i Agneš Kišne Gašpar, dopisnica iz Budimpešte. Tehnički su ga opremili Samir Bogunić i Ana Kunjašić, koja je dizajnirala i prepoznatiljiv logo. Dobos, što na mađarskom znači „dobošar“, a kao direktna
asocijacija na nekadašnje varoške dobošare koji su lokalnom stanovništu saopštavali najvažnije i najsvježije vijesti, bio je jedino (pisano) glasilo sarajevskih Mađara. List je svojim tekstovima, prvenstveno, dokumentovao aktivnosti vezane za rad Huma, te je,  uz „Češku besedu“ i „Zoru Cankarjevu“, bio treći u nizu časopisa udruženjâ nacionalnih manjina iz Sarajeva. Članci su, najčešće, bili pisani dvojezično, a tematski su bili obogaćeni različitim sadržajima, od vijesti o radu Društva između dva broja, preko novosti iz Mađarske do feljtoniziranih tekstova i komentara. 
Posljednji, osmi broj Doboša izašao je u maju 2006. godine,
i bio je to zadnji broj čiji je rad podržavala fondacija Illyés iz Budimpešte.
Prvi broj lista Új
Dobos („Novi Doboš“) objavljen je u prosincu 2006. i predstavljao je
svojevrsni nastavak u uređivačkoj koncepciji starog Dobosa. „Novi Doboš“, sada
kao dio zajedničke redakcije s banjalučkim udruženjem Magyar Szó, uspio je
čitaocima ponuditi svega dva broja u novom, tada izmijenjenom i tehnički
poboljšanom izdanju, nakon čega banjalučki dio redakcije svojevoljno, drsko i krajnje neprofesionalno napušta zajednički rad na časopisu, i pod istim imenom Új Dobos (ime je dao
Edin Volk Dervišefendić) nastavlja da piše i uređuje članke. 